# Пелишор (замък)
Замъкът Пелишор (на румънски: Castelul Pelişor – „малкият Пелеш“) е разположен в подножието на Карпатите, в покрайнините на гр. Синая в Румъния, в близост до замъка Пелеш.
Замъкът е построен в стил модерн при румънския крал Карол I през 1899–1903 г.

## История
Карол I решава да построи замъка като лятна резиденция на кралското семейство. Замъкът е построен от чешкия архитект Карел Лиман в стил модерн, а мебелировката и вътрешното обзавеждане са проектирани от виенския дизайнер Бернард Людвиг. В оформлението на замъка умело са съчетани елементите на стила модерн с византийската и келтската символика.
През 1947 г. след принудителната абдикация на румънския крал Михай I комунистическото правителство конфискува цялата кралска собственост, включително и замъка. През 1975–1990 г. (последните 14 г. на комунистическо управление), замъкът и прилежащата му територия са затворени за посещения.
След Румънската революция (1989) замъците Пелеш и Пелишор отново са отворени за туристи. През 2006 г. собствеността върху замъка е върната на бившия крал Михай I.

## Архитектура
Замъкът има 70 помещения. Той е строен за кралска резиденция и неговата представителна част – парадният хол и голямата столова, поразяват със своето изящество. Парадният хол има височината 3 етажа, а големите прозорци и стъкленият таван, украсен с витражи създават усещане за простор и светлина. Стените на хола са украсени с дъбови пана и множество картини. Забележителни са и Златната спалня, Златната стая, Параклисът, кабинетът на принцеса Мария и кабинетът на крал Фердинанд I.